# Morgen, toen de oorlog begon
Morgen, toen de oorlog begon (oorspronkelijke Engelstalige titel: Tomorrow, When the War Began) is een jeugdboek van de Australische schrijver John Marsden over zeven Australische tieners die een guerrillastrijd voeren tegen een buitenlandse bezettingsmacht. Het verhaal wordt verteld door een van hen. 
Het is het eerste deel van de Tomorrow-serie. Het eerste deel van deze serie is verfilmd onder de gelijknamige titel Tomorrow, When the War Began (2010).

## Verhaal
Ellen en Carrie, twee goede vriendinnen, komen op het idee om een weekje te gaan kamperen met een groep. Als eerste vragen ze Chris, maar die mag niet mee, want zijn ouders gaan op reis en dus moet hij op het huis passen. De anderen, Homer, Fiona, Kevin, Robyn en Lee mogen wel. De vier meisjes en drie jongens gaan op pad met de landrover van Ellen's vader. Na veel geklim en gesjouw komen ze aan bij een beekje, en daar zetten ze hun tenten op. Ze hebben het er erg naar hun zin. 
Als ze er een paar dagen zijn, zien ze heel in de verte op verschillende plekken brand ontstaan. Ze besteden hier niet veel aandacht aan. Midden in de nacht worden ze wakker van honderden vliegtuigen die over hen heen vliegen. Ze denken dat het voor de vliegshow is die op de jaarlijkse jaarmarkt wordt gehouden. 
Als de week voorbij is, keren ze terug naar huis. Als eerste gaan ze naar Ellens huis. Wanneer ze daar aankomen, staan ze voor een raadsel. Er is helemaal niemand te bekennen, de honden en kippen zijn dood, de telefoon doet het niet meer. Er ligt zelfs geen briefje.
Ze gaan naar de anderen toe en daar is het precies hetzelfde. Alleen bij Carrie's huis ligt er een faxberichtje. Er staat op dat er iets vreemds aan de hand is op het jaarmarktplein. Nadat ze dit hebben gelezen gaan ze op onderzoek uit. Als ze soldaten zien op het jaarmarktplein, geloven ze pas echt dat het oorlog is.
Chris komt op een gegeven moment ook bij hun groepje. Hij zat verscholen in een van de schapenscheerders hutten op hun boerderij. Ze beginnen met het verzinnen van allerlei plannen om de mensen die hun land bezetten dwars te zitten want ze zijn vastbesloten om uit de handen van de bezetters te blijven.

## Personages
- Ellen is de schrijfster van het verhaal. Ze moet in het verhaal een moeilijke keuze maken.
- Carrie is de hartsvriendin van Ellen, samen met Ellen organiseert ze een 'kamp' voor de vriendengroep.
- Kevin is het vriendje van Carrie. Kevin is bang voor kleine insecten.
- Lee was voor het kamp vrijwel onbekend in de groep, hier is duidelijk verandering in gekomen. Later in het verhaal krijgt Lee verkering met Ellen.
- Homer is de buurjongen van Ellen, Ellen ziet hem als haar 'grote broer'. Homer is een groffe, Griekse jongen.
- Fi is een elegant meisje, deze krijgt later verkering met Homer.
- Chris is een drugs- en alcoholverslaafde, hij schuilt in de schuur waar de vrienden hem later in het verhaal vinden.
- Robyn is een fit en gezond meisje, zij neemt ook het meeste aanstalten om iets te doen.

## Verfilming
De gelijknamige (Engelstalige) verfilming Tomorrow, When the War Began kwam op 2 september 2010 uit in Australië en Nieuw-Zeeland. Stuart Beattie verzorgde het draaiboek en de regie, Caitlin Stasey speelde Ellie Linton.